# 피루즈
피루즈(Firouz)는 1차 십자군 당시 안티오키아 포위전의 주요 인물이다.
안티오키아의 피루즈는 아르메니아 출신의 기독교인이었으나, 이후 이슬람으로 개종하고 안티오키아 성주 야기-시얀(Yaghi-Shiyan)의 측근으로 들어갔다.
이후 피루즈는 1차 십자군이 안티오키아를 포위하자 안티오키아의 한 탑을 담당하게 되었는데(세 개의 탑을 감독하는 지휘자급 인사가 되었다고도 한다), 무슨 연유에선가 피루즈는 보에몽과 내통하여 자신이 지키던 탑을 십자군에게 내주었고, 피루즈가 지키던 탑을 통해 침투해온 십자군 병사들은 성벽을 점거한 후 안티오키아의 성문을 열어 공성전의 종지부를 찍게 된다.
1차 십자군의 여러 지도자 중에서 보에몽이 안티오키아 함락의 열쇠를 지닌 피루즈와 내통했다는 사실은 보에몽이 안티오키아의 소유권을 가지는 데 결정적인 역할을 하게 되었고(십자군 이야기), 이를 발단으로 하여 중동에 세워진 안티오키아 공국(公國)이 성립하게 된다는 점에서 피루즈의 변절은 그 역사적 의의를 가질 법하다.

## 변절의 동기
공격자인 서방측의 연대기 작가들은 피루즈가 본래 아르메니아계 기독교인이었다는 사실에 착안하여, 신앙의 자유를 얻기 위해 안티오크를 십자군에게 넘겨주었다고 설명하지만, 방어자였던 이슬람 측의 기록은 보다 적나라한 이유를 후세에 전하고 있다.
당시 피루즈는 안티오키아를 수성하는 동안 암거래와 함께 불법으로 곡식을 빼돌렸다는 혐의를 받고 있었으며, 또한 안티오키아 성내에서는 피루즈의 아내가 한 투르크 장교와 바람이 났다는 소문이 퍼져있었다는 것이다. 이에 피루즈는 '자신의 상관들에게 원한을(W.B 바틀릿)' 품은 것은 물론 자신의 목숨을 부지하고, 일이 잘 될 경우 정치적인 영향력도 얻을 수 있다는 점을 감안해 보에몽과 내통을 시작했다는 것.
또한, 김태권의 《십자군 이야기》에서는 에드워드 기번의 기술을 참고해 '보에몽의 식인'에 대한 소문으로 공포를 품은 것을 주요 동기로 비중있게 서술하고 있는데, 아무래도 이 모든 동기가 종합적으로 작용하였다 생각하는 것이 옳을 것이다.
이런저런 이유로 그의 마음이 흔들릴 무렵에 보에몽이 조장한 공포 분위기가 제 몫을 했을 것이며(《십자군 이야기》), 그와 함께 자신이 본래 기독교인이었기에 종교에도 그리 크게 얽매이지 않았던 것이 아닐까 추측된다.